# California (Kolumbia)
California – miasto w Kolumbii, w departamencie Santander.